# Dave Hickson
Pour les articles homonymes, voir Hickson.
Dave Hickson, né le 30 octobre 1929 à Ellesmere Port (Angleterre) et mort le 8 juillet 2013, est un footballeur anglais, qui évoluait au poste d'attaquant à Everton.

## Carrière
- 1948-1955 : Everton
- 1955 : Aston Villa
- 1955-1957 : Huddersfield Town
- 1957-1959 : Everton
- 1959-1961 : Liverpool
- 1961 : Cambridge City
- 1961-1962 : Bury
- 1962-1964 : Tranmere Rovers